# Marrucini

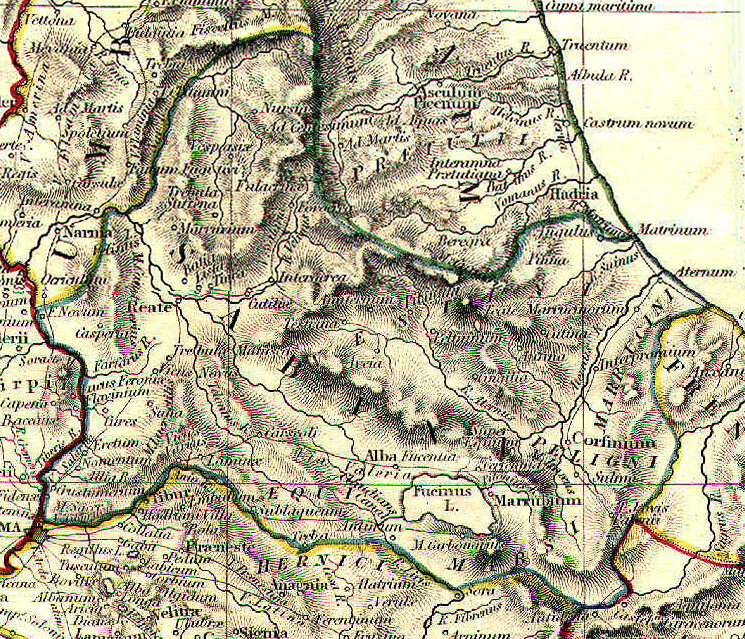
La Sabina secondo l'Historical Atlas: i Marrucini erano stanziati all'estremità nordorientale della regione, presso il fiume Aterno

I Marrucini  erano un piccolo popolo italico di lingua osco-umbra, storicamente stanziato nel I millennio a.C. in una striscia di territorio lungo le coste adriatiche, nell'attuale Abruzzo. Entrati in conflitto con la Repubblica romana alla fine del IV secolo a.C., presto furono indotti dall'evidente supremazia dell'esercito romano a unirsi in alleanza con Roma, accettando una condizione di chiara subordinazione. Conservarono a lungo un certo margine di autonomia interna fino a quando, nel I secolo a.C., l'estensione a tutti gli Italici della cittadinanza romana, decisa in seguito alla Guerra sociale alla quale avevano preso parte anche i Marrucini, accelerò il processo di romanizzazione del popolo, che fu rapidamente inquadrato nelle strutture politico-culturali di Roma.

## Etnonimo
"Marrucini" corrisponde all'endoetnonimo con il quale il popolo indicava se stesso, come attesta il Bronzo di Rapino riportando l'espressione "touta marouca", "popolo (cfr. l'osco touto) marrucino". Giacomo Devoto legge perciò "marrucino" come indoeuropeizzazione, tramite il suffisso -ni, di un più antico termine preindoeuropeo, marcato dal suffisso -co e adottato, già nella sua sede storica, da quel ramo degli Osco-umbri che si sarebbe storicamente caratterizzato dall'uso del dialetto marrucino: i Marrucini, appunto.

## Storia

### Le origini e il territorio
Gli Osco-umbri penetrarono in Italia nella seconda metà del II millennio a.C., probabilmente intorno al XII secolo a.C. Non è noto il momento esatto in cui genti di lingua osco-umbra si stabilirono nell'area dell'Aterno; il popolo dei Marrucini, tuttavia, si differenziò probabilmente già in loco, sviluppando la propria caratteristica varietà dialettale osca e percependosi come popolo autonomo, con una propria coscienza etnica diversa - benché affine - da quella degli altri popoli sabellici stanziati nelle regioni limitrofe, come testimonia l'esistenza stessa di un endoetnonimo. Storicamente, i Marrucini emergono attestati nel loro territorio a partire dal IV secolo a.C., quando ebbero i primi contatti testimoniati con la Repubblica romana; il Bronzo di Rapino, principale testimonianza epigrafica del popolo, risale alla metà del III secolo a.C.
È probabile che i Marrucini si siano imposti su popolazioni autoctone già presenti nell'area, secondo un modello frequente di indoeuropeizzazione, e che ne abbiano desunto il proprio etnonimo; i loro insediamenti seguirono lo schema, anch'esso tipicamente indoeuropeo, della fortezza di collina. Il loro territorio corrispondeva al versante adriatico del massiccio montuoso della Maiella, limitato a nord dal fiume Aterno e a sud dal fiume Foro. I centri principali furono Teate (oggi Chieti), Ceio (oggi San Valentino in Abruzzo Citeriore), Iterpromium (oggi le sue rovine si trovano sotto l'abbazia di San Clemente a Casauria) e Civita Danzica (oggi Rapino). In particolare l'insediamento di Civita Danzica, da identificare probabilmente con l'ocres Tarincris del Bronzo di Rapino, era uno dei centri maggiori in epoca arcaica: più tardi esso perse il proprio rilievo in favore di Teate, che in epoca romana era riconosciuta come centro principale dei Marrucini. Questi ultimi condividevano con i Vestini e i Peligni il porto di Aternum (oggi Pescara).

### I rapporti con Roma

#### IV secolo a.C.

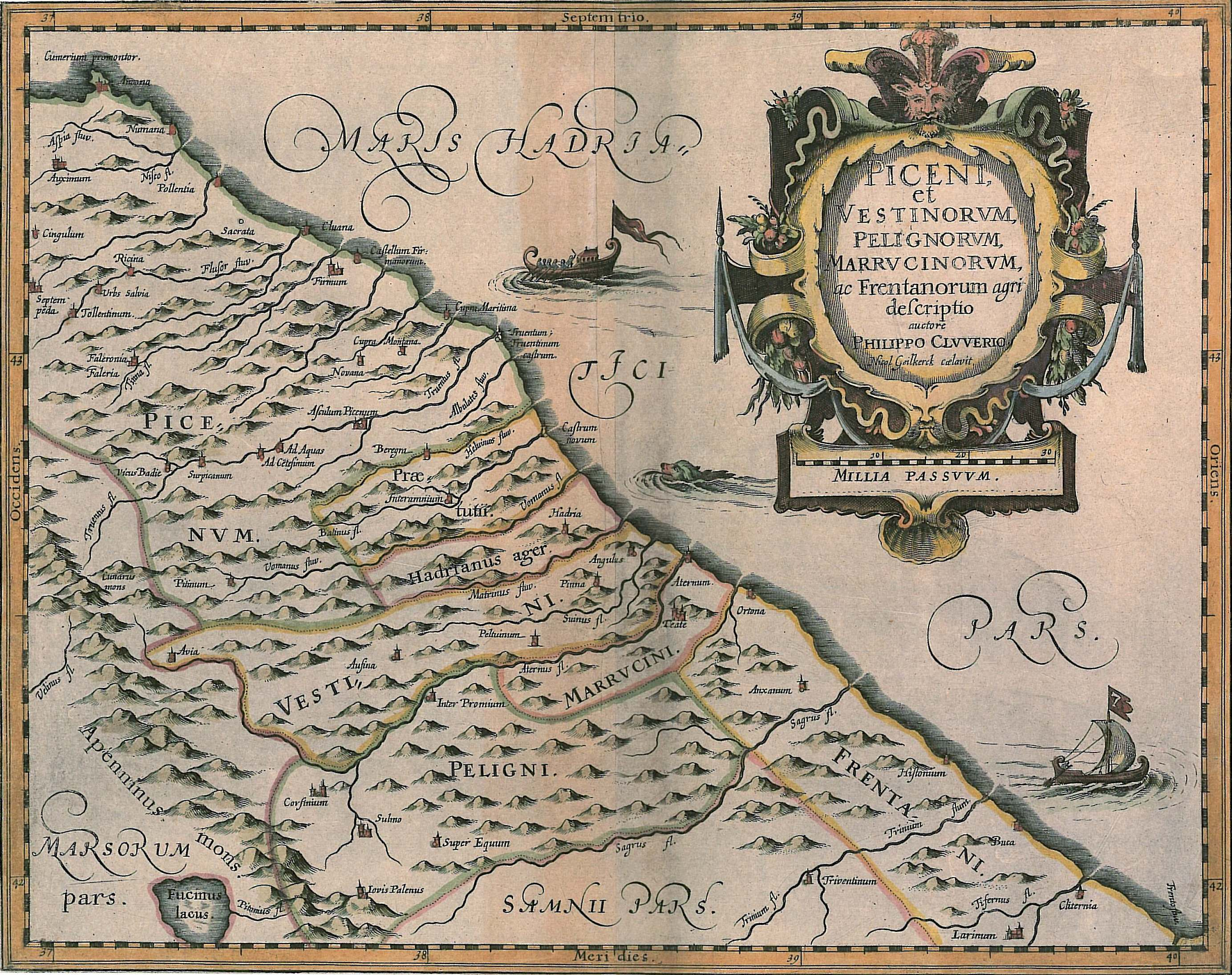
Piceni et Vestinorum, Pelignorum, Marrucinorum; ac Frentanorum agri descriptio, Philip Clüver (1624)

I Marrucini sono citati per la prima volta nella storia insieme ai Vestini, ai Peligni e ai Marsi, come facenti parte di una confederazione contro cui i Romani entrarono in conflitto durante la Seconda guerra sannitica, nel 325 a.C. Contro l'alleanza italica Roma inviò il console Decimo Giunio Bruto Sceva; secondo Tito Livio si trattò di una mossa audace, poiché fino a quel momento i Vestini e i loro alleati non avevano minacciato direttamente la Repubblica, ma necessaria per prevenire una loro possibile alleanza con i Sanniti. Bruto devastò le campagne degli Italici per costringerli a scendere in battaglia in campo aperto; lo scontro fu sanguinoso e anche l'esercito romano subì gravi perdite, ma i nemici furono costretti ad abbandonare i loro accampamenti e a trincerarsi nelle loro cittadelle.
Nel 304 a.C., dopo la grave disfatta subita dagli Equi per opera dei Romani guidati dai consoli Publio Sempronio Sofo e Publio Sulpicio Saverrione, i Marrucini, come i loro vicini Marsi, Peligni e Frentani, inviarono ambasciatori a Roma per chiedere un'alleanza, che fu loro concessa attraverso un trattato. Non appoggiarono quindi la Lega sannitica, contribuendo in tal modo in maniera decisiva alla vittoria romana.

#### III secolo a.C.
La romanizzazione dei Marrucini fu graduale. Dopo il trattato del 304 a.C., conservarono ampi margini di autonomia interna come popolo alleato e non già sottomesso; la loro politica, tuttavia, non entrò mai in contrasto con quella di Roma, alla quale si accodavano.
A differenza di altri popoli osco-umbri, dopo la sottomissione rimasero fedeli a Roma in occasione delle Guerre pirriche. I Marrucini combatterono poi al fianco di Roma alla Seconda guerra punica partecipando nel 225 a.C. a un contingente di cavalleria di quattromila armati insieme a Marsi, Frentani e Vestini.

#### II-I secolo a.C.

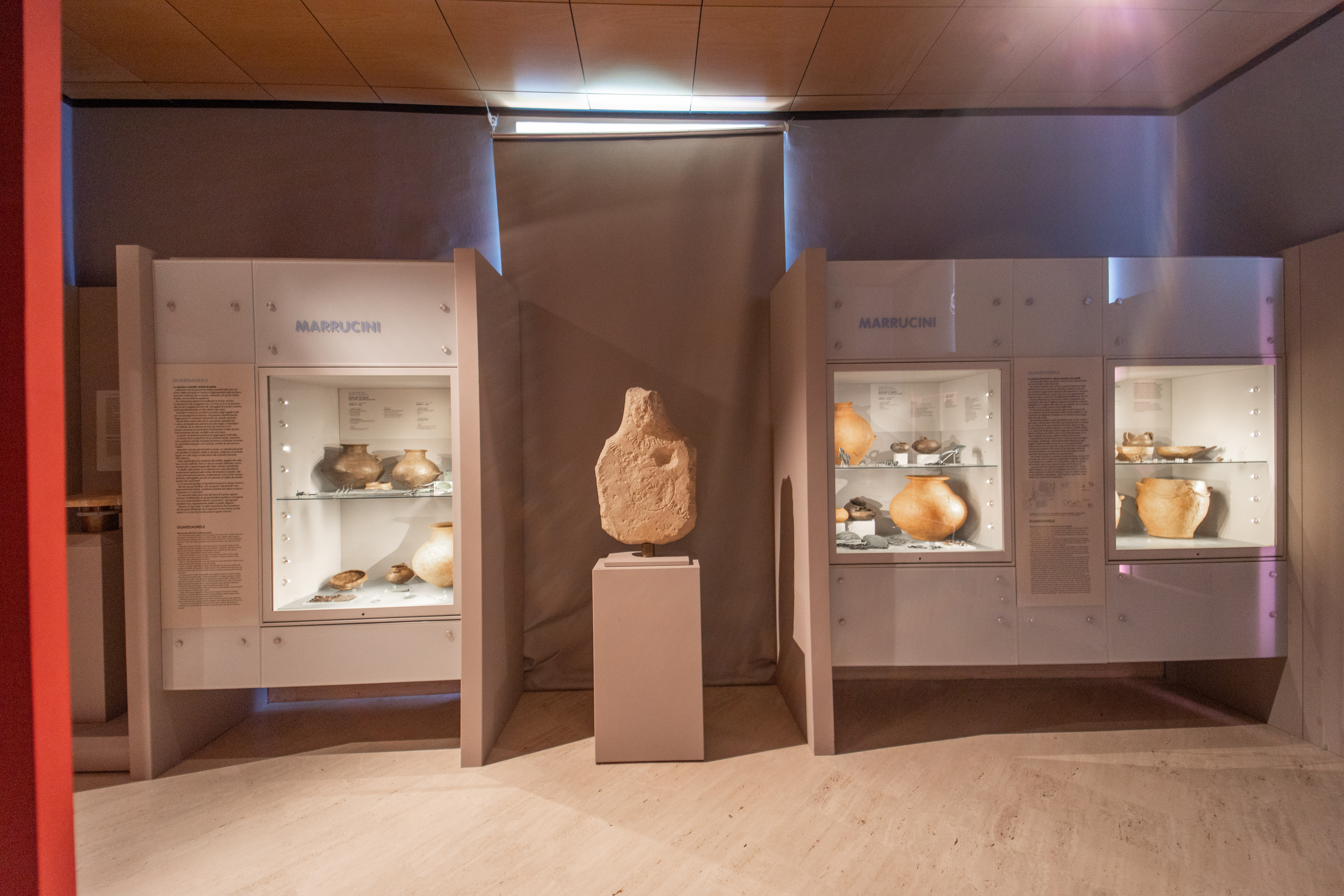
La sala dedicata ai Marrucini nel Museo archeologico nazionale d'Abruzzo

Nel 168 a.C. una coorte di Marrucini combatté all'ala destra dell'esercito romano nella battaglia di Pidna, che si risolse nella disfatta dell'esercito macedone del re Perseo.
Agli inizi del I secolo a.C. appaiono tra i membri della vasta coalizione di popoli italici che scatenò la Guerra sociale per ottenere la concessione della cittadinanza romana più volte negata (91–88 a.C.). I Marrucini, guidati da Erio Asinio, furono battuti separatamente da Servio Sulpicio, nel quadro della generale vittoria di Roma sui socii ribelli, culminata con la presa di Ascoli da parte di Gneo Pompeo Strabone.
Dopo la Guerra sociale la Lex Julia de civitate, che concedeva la cittadinanza romana a tutti gli Italici rimasti fedeli a Roma, fu progressivamente estesa anche ai popoli ribelli, tra i quali i Marrucini. I loro territori furono intensamente colonizzati, soprattutto nell'epoca di Silla. Ottenuta la cittadinanza, i popoli sabellici furono incorporati nelle tribù romane: i Marrucini, con i Frentani, furono iscritti nella gens Arnensis. A partire da allora la romanizzazione degli Italici si avviò rapidamente a compimento, come attesta la rapida scomparsa delle loro lingue, sostituite dal latino.

## Religione
Come in quello di tutti i popoli italici, nel pantheon marrucino era preminente la figura di Giove padre, citato come ioues patres nel Bronzo di Rapino, dove compare anche la dea Cerere (Cerie). Un importante santuario dei Marrucini era situato presso la cittadella Tarincra (ocres Tarincris), dove alcune sacerdotesse erano consacrate alla divinità. La cittadella corrisponde alla località più tardi chiamata Danzica, nei pressi della Grotta del Colle.

## Lingua
I Marrucini parlavano un dialetto sabellico affine all'osco; la principale testimonianza del marrucino è il Bronzo di Rapino.

### Fonti primarie
- Appiano Alessandrino, Storia romana
- Bronzo di Rapino
- Tito Livio, Ab Urbe condita libri
- Polibio, Storie

### Letteratura storiografica
- Giacomo Devoto, Gli antichi Italici, 2ª ed., Firenze, Vallecchi, 1951.
- Giuseppe Micali, Storia degli antichi popoli italiani, 2ª ed., Milano, 1836.
- Francisco Villar, Gli Indoeuropei e le origini dell'Europa, Bologna, Il Mulino, 1997, ISBN 88-15-05708-0.

### Contesto storico generale
- Osco-umbri
  - Marsi
  - Peligni
  - Frentani
  - Vestini
- Lingue osco-umbre
  - Dialetto marrucino

### Rapporti con Roma
- Guerra sociale
- Guerre sannitiche
- Regio IV Samnium